# Are you happy? / A gonna
《Are you happy? / A gonna》是日本的女子偶像組合早安少女組。'18的第65張單曲。2018年6月13日由zetima發售。

## 概要
- 「Are you happy? / A gonna」是以早安少女組。'18名義發行的第一張單曲，也是早安少女组。通算第八張双A面單曲。
- 此單曲是十二期成員尾形春水的畢業單曲。
- 全曲均由淳君作詞作曲。
- 此單曲有5個版本，分別为「初回生產限定盤A、B、SP」和「通常盤A、B」。
- 在Oricon公信榜單曲週榜取得第1名。

## 收錄内容

### CD
1. Are you happy?
（作詞、作曲：淳君、編曲：平田祥一郎）
2. A gonna
（作詞、作曲：淳君、編曲：大久保薫）
3. Are you happy? (Instrumental)
4. A gonna (Instrumental)

### DVD
初回生產限定盤A
1. Are you happy?（MV）

初回生產限定盤B
1. A gonna（MV）

初回生產限定盤SP
1. Are you Happy? (Dance Shot ver.)
2. A gonna（Dance shot）
3. Are you happy?（MV拍摄花絮）

## 參加成員
- 9期成員：譜久村聖、生田衣梨奈。
- 10期成員：飯窪春菜、石田亞佑美、佐藤優樹。
- 11期成員：小田櫻。
- 12期成員：尾形春水、野中美希、牧野真莉愛、羽賀朱音。
- 13期成員：加賀楓、橫山玲奈。
- 14期成員：森戶知沙希。

## 外部連結
- 早安少女組。'18官方網站（页面存档备份，存于）（日語）
- YouTube上的《Are you Happy?》PV
- YouTube上的《A gonna》PV